# 坎波图雷斯
坎波图雷斯（義大利語：Campo Tures），是意大利博尔扎诺-上阿迪杰自治省的一个市镇。ISTAT代码为021017。

## 地理
于2010年11月30日的人口总计为5,261人，人口密度32人/平方公里，总面积164.3平方公里。